# Красногвардеец (Тульская область)
Красногвардеец — посёлок в Тёпло-Огарёвском районе Тульской области России.
В рамках административно-территориального устройства является центром Красногвардейского сельского округа Тёпло-Огарёвского района, в рамках организации местного самоуправления включается в Нарышкинское сельское поселение.

## География
Расположен в 9 км к востоку от райцентра, посёлка городского типа Тёплое, и в 65 км к югу от областного центра, г. Тулы. 

## Население
| 2002 | 2010 |
| ---- | ---- |
| 476  | ↘431 |